# Победнице европских првенстава у атлетици на отвореном
Победнице европских првенстава у атлетици на отвореном су приказане у 13 дисциплина које су тренутно на програму Европских првенстава у атлетици у дворани као и у 2 атлетске дисциплине које су се појавиле на неким од ранијих првенстава, али које више нису у програму.